# Edo Roblek
Edo Roblek, slovenski slavist in šahist, * 1932, Ljubljana, † 2008, Topolšica.

## Življenje in delo
Edo Roblek je maturiral na Gimnazija Poljane in diplomiral leta 1958 na Filozofski fakulteti v Ljubljani, slavistika - slovenski in ruski jezik.  Od 1959 do 1960 je poučeval v Hrastniku, nato pa v domačem Tržiču na Osnovni šoli heroja Bračiča, na Osnovni šoli Križe in na Osnovni šoli heroja Grajzerja, kjer je bil potem tudi ravnatelj. Ob  ustanovitvi Zavoda za kulturo in izobraževanje leta 1974 je postal direktor le-tega, to delo opravljal do leta 1988, nato pa je bil do upokojitve leta 1992 kustos v enoti Tržiški muzej.

## Šahovska pot
Že kot gimnazijec Poljanske gimnazije je začel s turnirskim igranjem šaha. Njegov mentor in dolgoletni šahovski sopotnik je bil slovenski velemojster Vasja Pirc. Kot šahist je igral za ŠD Murka Lesce. V šahu je dosegel naslov mojstrskega kandidata igralnega šaha. Na turnirjih je deloval tudi kot šahovski sodnik. Po upokojitvi, se je posvetil dopisnemu šahu in dosegel naziv višjega mednarodnega mojstra.

## Izbrana bibliografija
- Murn Aleksandrov in ruski romantični pesniki, dlib
- Koljcov, Murn in ljudska pesem, dlib